# Gran Saposoa
Gran Saposoa é um complexo arqueológico do Peru localizado nas florestas de altitude dos Andes a cerca de 2.800 metros acima do nível do mar, no Distrito de Saposoa, província de Huallaga, região de San Martín. Este complexo arqueológico se constituiu em uma grande metrópole composta de uma rede de cidadelas e de centenas de mausoléus pré-incaicos já tinha uma vida intensa entre os anos 700 e 800.

## Características do Sítio
Gran Saposoa é o mais antigo vestígio arqueológico da Cultura Chachapoya com mais de 500 edifícios, sendo maior que Kuelap e Gran Pajáten. Ocupava uma área de cerca de 120 a 150 quilômetros quadrados, ao longo do vale do rio Huabayacu. Abrigando entre 6.000 e 10.000 habitantes, que viviam da agricultura .
Seus complexos são caracterizados pela construção circular em pedra calcária formando casas, terraços, aquedutos, canais, paredes, ruas e santuários. A quantidade de estradas encontradas na região leva a presumir que se tratava da capital da Cultura Chachapoya   utilizada para estabelecer contacto com os povos que habitavam a serra e por paradoxo da história, foram conquistados pelos Incas.
De acordo com os arqueólogos Miguel Cornejo e Alberto Bueno Mendoza, existem evidências arquitetônicas da presença do Inca Tupac Yupanqui e seu séquito de soldados e mulheres em 1479; como uma plataforma solar, um Acllahuasi, entre outras obras.
A principal função desta cidadela era controlar a área de florestas de altitude que tinham um amplo raio de influência chegando a Abiseo e ao Gran Pajáten.

## Descoberta
Em 1999, o explorador Gene Savoy descobriu Gran Saposoa, após realizar explorações arqueológicas nas províncias de Bolívar e Huallaga, chegando inicialmente no sítio arqueológico de Cerro de Las Cruces, que foi supervisionado por Mirtha Cruzado do Intituto Nacional de Cultura peruano. Entre 2000 e 2004, foram realizadas expedições em diferentes estações do ano,  supervisionadas por Anselmo Lozano , também do INC, tais expedições foram patrocinadas pela Andean Explorers Foundation and Ocean Mailing Club, e revelaram vários sítios arqueológico nas bacias hidrográficas dos rios Yonan, Huayabamba e Huabayacu.

## Os Complexos de Gran Saposoa
Las Cruces, Las Torres, Cedar Bamba, Monte Unión, Tres Ríos e Alta Pirka eram os seis complexos que compunham a metrópole pré-incaica de Gran Saposoa, cujos limites foram marcados por incríveis paredes de 5 metros de altura, com pinturas rupestres sinuosas. Estavam escondido na selva de San Martin, seus edifícios foram construídos na parte alta das montanhas que tornava seu acesso difícil e perigoso.
1. Las Cruces, é formado por um conjunto de mausoléus circulares, além de uma praça quadrangular de 30 metros de comprimento por 40 de largura formada por grandes lajotas esculpidas e de uma torre feita de pedra calcária coberta com uma mistura de argila com pequenas pedras ( pachillas) e decorada com cruzes em baixo relevo. Este site devido a sua complexidade em todos os aspectos, possivelmente, é a capital do complexo arqueológico de Gran Saposoa. O local é coberto por uma vegetação arbórea e arbustiva não sofrendo por atividades humanas, portanto, está em boas condições.[1]
2. Las Torres são formadas por três torres militares de diferentes dimensões com até 16 metros de altura além disso contem recintos circulares construído de pedra calcária coberta com uma mistura de argila com pachillas. O local é coberto por árvores e arbustos e está em boas condições.[1]
3. Cedar Bamba é formado por complexo arquitetônico que é o que mais se parece com uma fortaleza . Está localizado no topo da área de florestas de altitude onde inúmeras esplanadas foram construídas formando um conglomerado de recintos circulares concatenados uns aos outros por avenidas, ruas, becos, corredores e escadas de grandes lajes de pedra do tipo calcário. Cedar Bamba estava coberta por árvores e arbustos, por isso não foi afetada por atividades humanas, de modo que está em boas condições.[1]
4. Monte Unión é uma cidadela que conecta Cedar Bamba com Las Cruces. Apresenta recintos de vários tamanhos todos circulares, estes recintos estavam ligados por grandes muros de contenção em forma de "S" com contrafortes nas porções externas dos referidos muros. Estas estruturas arquitetônicas foram construídas sobre bases de pedra bruta irregulares. Segundo o arqueólogo Miguel Cornejo e o explorador Sean Savoy, neste local estaria localizado um assentamento Chachapoya de uma época anterior. O local estava coberto por uma vegetação arbórea e arbustiva, ou seja, não foi afetado pelas atividades humanas, portanto, está em boas condições.[1]
5. Tres Ríos constitui um ponto de observação militar formado de casas circulares com dois ou três níveis de nichos e janelas. É constituída por recintos circulares, construídos de pedra calcária cobertos por uma mistura de argamassa com pachillas (pequenas pedras). Muitos dos recintos têm cornijas e grandes lajotas de pedra, também foi identificado depósitos em vários recintos. No centro dessa área está localizado um recinto com o diâmetro de 8,55 m cercado com muros de 2,30 m de altura e com um sistema de acesso semelhante ao do principal recinto de Kuelap formando um trapézio com 2,00 m de altura por 0,45 m de largura na parte superior e 1,00 m na sua base. O local também tinha uma cobertura  de árvores e arbustos quando descoberto, e por isso não foi afetado por atividades humanas, e está em boas condições.[1]
6. Alta Pirka é formada por uma grande avenida com 60 metros de largura, com típicas casas chachapoyanas (circulares) dos dois lados e seu perímetro era murado e este adornado com cabeças esculpidas. Acredita-se que eram as residencias das castas dominantes. Está em boas condições.[1]

### Os Mausoléus
Os mausóleos estão localizado em grutas naturais ou artificiais, as artificiais eram construídas cortando a pedra, em seu interior foram esculpidos desenhos em zigzag , losangos e frisos associados a cabeças de pedra e chifres de veado. Geralmente estavam em terraços construídos de pedra de cantaria de acordo com os contornos das pisos acidentados. Nos túmulos, o cadáver era colocado em posição de agachamento embrulhado em tecido e colocado sobre uma pele de animal. Em torno dele um sarcófago de argila era construído com a ajuda de paus e pedras. O resultado era uma capsula cônica ou cilíndrica, com uma altura entre 0,80 cm. e 2,50 m.
1. Mausoléu Nuevo Puente - É composto por um conjunto de túmulos, que foi construído em pedra revestida com argamassa, localizada na cavidades naturais dos paredões rochosos. Os túmulos foram profanados.
2. Mausoléu Pampa Hermosa - Localizado no penhasco que se ergue na margem direita do rio Huayabamba, a cerca de 850 metros de altura, são 8 túmulos, construído em pedra revestida com argamassa, no túmulo mais preservado existe uma cabeça de pedra em sua parede frontal. Os túmulos foram profanados.
3. Mausoléu El Chorrillo - Composto por um conjunto de sepulturas construídas em pedra revestidas com argamassa, localizados em cavidades naturais do afloramento rochoso. Os túmulos foram profanados.
4. Mausoléu Los Triángulos - Composto por um conjunto de túmulos construídos em pedra revestidos com argamassa, localizados em cavidades naturais. Um deles apresenta uma decoração de triângulos de pedra entalhados e cruzes em baixo relevo nas paredes da parte frontal. Suas sepulturas foram profanadas.
5. Mausoléu Casa de Oro - Composto por um único túmulo construído em pedra revestido com argamassa branca, localizada numa gruta natural inacessível do afloramento rochoso. Em sua parte superior existe uma pintura rupestre, um círculo vermelho, que de acordo com moradores, representa o sol. Este túmulo se encontra em bom estado de conservação.
6. Mausoléu Casa Blanca - Composto por um conjunto de túmulos construídos em pedra revestidos com argamassa branca, localizado numa gruta natural  estando em bom estado de conservação.
7. Mausoléu Naranjo - Conjunto de túmulos construídos em pedra revestidos com argamassa, localizados numa gruta natural e estão em mal estado de conservação.
8. Mausoléus de Cedar Bamba - Composto por inúmeros túmulos. Suas sepulturas foram profanadas.